# 1190
| Calendário gregoriano                                                        | 1190 MCXC                                             |
| Ab urbe condita                                                              | 1943                                                  |
| Calendário arménio                                                           | 639 – 640                                             |
| Calendário bahá'í                                                            | -654 – -653                                           |
| Calendário budista                                                           | 1734                                                  |
| Calendário chinês                                                            | 3886 – 3887 Início a 7 de fevereiro (aproximadamente) |
| Calendário copta                                                             | 906 – 907                                             |
| Calendário etíope                                                            | 1182 – 1183                                           |
| Calendários hindus - Vikram Samvat - Calendário nacional indiano - Cáli Iuga | 1245 – 1246 1111 – 1112 4290 – 4291                   |
| Calendário Holoceno                                                          | 11190                                                 |
| Calendário islâmico                                                          | 586 – 587                                             |
| Calendário judaico                                                           | 4950 – 4951                                           |
| Calendário persa                                                             | 568 – 569                                             |
| Calendário rúnico                                                            | 1440                                                  |
| Calendário solar tailandês                                                   | 1733                                                  |

1190 (MCXC, na numeração romana) foi um ano comum do século XII do Calendário Juliano, da Era de Cristo, e a sua letra dominical foi G (52 semanas), teve início numa segunda-feira e terminou também numa segunda-feira.
No reino de Portugal estava em vigor a Era de César que já contava 1228 anos.
| Ano completo                         |
| ------------------------------------ |
| Ano comum com início à segunda-feira |

## Eventos
- A Terceira Cruzada, comandada por Ricardo Coração de Leão e Filipe Augusto, abençoada pelo papa Gregório VIII, parte com a missão de reconquistar Jerusalém.
- Fundação do primeiro Castelo do Louvre (veja Museu do Louvre).
- O Califado Almóada, sob o comando de Iacube Almançor, ataca as posições portuguesas em Silves Tomar e Torres Novas, tendo a última destas praças sido destruída.
- Contrato de matrimónio entre a Infanta D. Teresa, filha de D. Sancho I e Afonso IX de Leão.

## Nascimentos
- Fáfila Godins Cavaleiro medieval português, foi o 6ª Senhor de Lanhoso.
- Paio Viegas, Senhor da Quinta de Matos, comarca de Lamego.
- Vicente Rodrigues de Penela, foi Alcaide-mor da Lourinhã, Portugal.
- Raul VIII de Beaumont-au-Maine foi visconde de Sainte-Suzanne e de Beaumont-au-Maine (m. 1238).
- Rui Nunes Gusmão foi Senhor de Gusmão.
- Pedro V de Bermond, foi Senhor de Anduze e de Sauve (m. 1215).

## Mortes
- 10 de Junho - Frederico I da Germânia - imperador do Sacro Império Romano-Germânico.
- 10 de Agosto - Godofredo III de Lovaina n. 1140, conde de Lovaina, landgravo de Brabante, marquês de Antuérpia e duque da Baixa-Lotaríngia.
- 25 de Março - Gonçalo Mendes de Sousa, foi um Cavaleiro medieval do Reino de Portugal e padroeiro do Mosteiro de Pombeiro, n. 1120.
- Soeiro Raimundes de Riba de Vizela, foi governador de Aguiar de Pena, actual Vila Pouca de Aguiar, n. 1170.